# Arok Thon Arok
Arok Thon Arok (? - riu Sobat, 12 de febrer de 1998) fou un polític i militar sudanès d'ètnia dinka nascut a la comunitat tui de Kongor.
Militar de l'exèrcit sudanès (SPAF, Sudan People Armed Forces) era oficial d'intel·ligència al Gran Nil Superior, i va seguir a John Garang del que es creu que era parent, quan es va revoltar el 1983 fundant el Moviment d'Alliberament del Poble Sudanès i l'Exèrcit d'Alliberament del Poble Sudanès, del que fou un dels cinc comandants junt a Garang, Kerubino Kwanyin Bol, William Nyon Bany, i Salva Kiir Mayardit (el darrer a entrar a la direcció).
Va ser membre de l'estat major de l'organització durant quatre anys i encarregat d'administració i logística (1984-1988). Va visitar Líbia el 1984 per obtenir armes. Del 1984 al 1985 fou comandant de Bor i va estar a punt de morir de set en el trajecte entre Juba (ciutat) i Bor quan amb les seves tropes va travessar una zona sense aigua. El 1985 va agafar el relleu a Bor el comandant Kuol Manyang Juuk.
A finals del 1987 va morir la seva dona i Arok va anar a Anglaterra per arranjar el col·legi del seu fill, i es creu que durant aquest viatge (en l'any 1988) va negociar en secret amb el general sudanès Burma Nasir, i quan Garang se'n va assabentar el va expulsar del moviment i el va empresonar.
El 1991 William Nyon Bany va fer alliberar a Kerubino Kwanyin Bol i a Arok Thon Arok. Els dos homes van fugir a Uganda on foren empresonats però finalment alliberats el febrer de 1993. Llavors va formar una facció del SPLA, anomenada SPLA-Bor, que es va unir a altres faccions (Declaració de Kongor) i van formar la facció SPLA-Unity però Riek Machar i Lam Akol es van separar i Machar va formar el Southern Sudan Independence Movement (SSIM) i Lam Akol va formar la facció SPLA-United. Machar es va entrevistar amb Oduhu però aquest va morir en un atac del SPLA de Garang mentre es feia la reunió. Nyon Bany va entrar al SSIM. Kerubino va mantenir la seva pròpia facció. Thon Arok es va unir finalment amb Lam Akol.
El 10 d'abril de 1996 va ser un dels signants de la Carta Política amb el govern sudanès que va portar a l'acord de pau de Khartum el 21 d'abril de 1997. Llavors es va establir a la capital sudanesa i va recuperar el seu rang a l'exèrcit.
El 12 de febrer de 1998, quan viatjava amb el primer vicepresident de Sudan, Zubeir, cap a la ciutat de Nasir prop de Malakal, l'helicòpter es va estavellar al riu Sobat; van morir Arok, el vicepresident Zubeir, el governador Tongyiik i altres militars d'alta graduació; Lam Akol, que anava al vol, es va salvar.